# Esteban de Perm

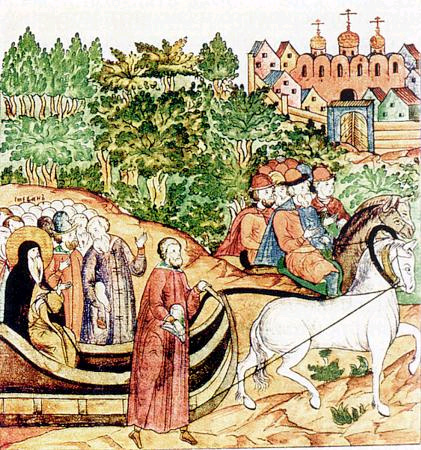
San Esteban camino de Moscú, ilustración medieval rusa.

San Esteban de Perm (en ruso: Стефан Пермский) (¿Veliki Ústiug?, 1340 - Moscú, 1396) fue un misionero del siglo XIV al que se le atribuye la conversión al cristianismo de los Permianos de Komi y el establecimiento del Obispado de Perm. Esteban también creó la antigua escritura permiaca, lo que le convierte en el padre fundador de la tradición escrita permiaca. Es también llamado "El iluminador de Perm" o el Apóstol de los permiacos", y es conmemorado tanto por la Iglesia católica como por la ortodoxa el 26 de abril.
Esteban probablemente fuera originario de la ciudad de Ústiug. De acuerdo con la tradición de la Iglesia, su madre era una mujer komi. Esteban tomó sus votos monásticos en Rostov, donde aprendió griego y el oficio de copista. En el año 1376, viajó a lo largo de los ríos Víchegda y Vym, y empezó sus trabajos de conversión de los zirianos. En lugar de imponer el latín o el eslavo eclesiástico a la población pagana indígena, como hacían el resto de las misiones contemporáneas, Esteban aprendió su lenguaje y tradiciones, y trabajó en la elaboración de un sistema de escritura distintivo para su uso. Aunque la destrucción de ídolos paganos (como los abedules sagrados) le ganó la ira de algunos permiacos, Pimen, el Metropolitano de Moscú y de toda Rusia, le otorgó el título de primer Obispo de Perm.
El efecto del nuevo obispado y la conversión de los permiacos del Víchegda amenazó el control que Nóvgorod ejercía sobre la recaudación de tributo de la región. En 1385, Alekséi (1359-1388), Arzobispo de Nóvgorod, envió un ejército para expulsar el recién creado obispado, pero este con la ayuda de la ciudad de Ústiug, fue capaz de derrotarlo. En 1386, Esteban visitó Nóvgorod, y la ciudad y su arzobispo reconocieron formalmente la nueva situación. De ese modo, el tributo de la región pasó a Moscú.
El historiador Serge Zenkovsky escribió que san Esteban de Perm, al lado de figuras como Epifanio el Sabio, san Sergio de Rádonezh y el gran pintor Andréi Rubliov conforman la "revitalización espiritual y cultural ruso de finales del siglo XIV y principios del XV." Ciertamente, la vida de Esteban reúne tanto la expansión política como la religiosa de la Rusia moscovita. La vida de Esteban se conmemora en los escritos del antedicho Epifanio el Sabio, que escribió el Panegírico a san Esteban de Perm, un texto que alaba las actividades evangélicas de Esteban, y que le nombra "creador de las letras permiacas".